# 斎藤英雄 (俳優)
斎藤 英雄（さいとう ひでお、1914年9月16日 - 没年不詳）は、日本の俳優。富士放送プロ 、東京俳優生活協同組合に所属していた 。
旧芸名は斉藤英雄。妻は女優の田中筆子（1981年死別）。

## 出演作品

### テレビドラマ

#### NHK
- 事件記者
  - 第139話「ダニ 前編」（1961年） - 山源
  - 第372話「指紋」（1965年）
  - 第398話「最終版」（1966年）
- 姉妹の橋 西郷隆盛（1961年）
- テレビ指定席 海の畑（1963年）
- 大河ドラマ
  - 竜馬がゆく 第25話（1968年） - 土佐藩重役
  - 樅ノ木は残った 第50 - 52話（1970年） - 板倉内膳正
  - 国盗り物語（1973年） - 鎌倉屋柏斎
  - 獅子の時代（1980年） - 重臣
  - おんな太閤記（1981年） - 烏帽子親
  - 峠の群像 第12話「おのれ上野介」（1982年） - 伊達の家臣
  - 山河燃ゆ（1984年） - 賀屋興宣
  - 武田信玄 第28話「川中島血戦（二）」（1988年）
- 銀河ドラマ すばらしき罠（1969年）
- 明治の群像 海に火輪を 第6、7話「陸奥宗光～前・後編～」（1976年） - 渡辺国武
- 男子の本懐（1981年）

#### 日本テレビ
- 愛の劇場 第53話「姉妹の橋」（1960年）
- 気になる嫁さん 第34話「愛すればこそ…?」（1972年）
- サンダーマスク 第1話「見よ! 暁の二段変身」（1972年） - 山野博士
- 太陽にほえろ! 第77話「五十億円のゲーム」（1974年）
- 夜明けの刑事 第22話「花屋の娘が消えた」（1975年）
- 剣と風と子守唄 第3話「紅い罠」（1975年）
- 俺たちの旅 第16話「男には女の淋しさが胸にしみるのです」（1976年）
- 大都会 PARTII 第29話「17番ホールの標的」（1977年）
- 新五捕物帳
  - 第2話「女白浪情けの牢破り」（1977年）
  - 第42話「流刑の女」（1978年）
  - 第47話「月とすっぽん」（1978年）

#### TBS
- おかあさん 第2シリーズ 第181話「麦の秋」（1963年）
- 月曜日の男 第94話「奈落の女」（1963年）
- 七人の刑事
  - 第1シリーズ 第84話「夜の傷あと」（1963年）
  - 第3シーズン 第21話「倉田平三巡査の夏」（1978年）
- 近鉄金曜劇場 悲の器（1963年）
- 父子鷹（1964年）
- タケダアワー
  - 怪奇大作戦 第6話「吸血地獄」（1968年） - 朝倉慎一郎
  - アイアンキング 第23話「女に化けた虫人」（1973年） - 渋沢博士
- 君は心の妻だから（1969年）
- ありがとう 第1シリーズ 第26話（1970年） - 整形外科医
- 木下恵介・人間の歌シリーズ 冬の華 第13話（1971年）
- なんたって18歳! 第23話「パリ・ハワイ・ニッポン」（1972年）
- 女と味噌汁 その23（1972年）
- まごころ 第24話（1973年）
- 東芝日曜劇場 第879回「放蕩一代息子」（1973年）
- 日本沈没 第13話「崩れゆく京都」（1974年）
- 大鉄人17（1977年） - 政府高官 
  - 第2話「地上最大の巨人頭脳」
  - 第11話「ブレインから来た招待状」
  - 第12話「決死! ブレイン大爆破」
- あにき 第11話（1977年） - 平吉の父

#### フジテレビ
- これが真実だ（1960年）
  - 第25話「戦艦大和」
  - 第30話「玉音盤奪取事件」
  - 第32話「議員逮捕 中野正剛逮捕事件」
  - 第35話「最後の日中平和交渉 繆斌工作」
- 忍者部隊月光
  - 第13、14話「電撃はやぶさ作戦 前・後篇」（1964年） - 若山博士
  - 第73話「マカオ・ルート作戦 後篇」（1965年） - 国際麻薬捜査会議議長
- マイティジャック 第8話「戦慄のオーロラ」（1968年） - 東日航空重役
- 戦え! マイティジャック 第11話「甘い爆弾にくらいつけ!」（1968年） - 船長[注釈 1]
- 快傑ライオン丸 第46話「暗闇の琵琶法師 怪人ノイザー」（1973年） - ゆうの父
- 科学捜査官 第15話（1974年）
- 特捜記者 第1話「女を通りぬける」（1974年）
- 電人ザボーガー 第28話「動く爆弾! ヘルガンダー」、第29話「爆走! 死のヘルガンダー」（1974年） - 三村所長
- 6羽のかもめ 第26話「さらばテレビジョン」（1975年）
- 同心部屋御用帳 江戸の旋風II 第23話「牢破り」（1976年）
- 大空港 第4話「パリ－東京 戦慄の20時間」（1978年）

#### テレビ朝日
- 特別機動捜査隊 第115話「笹の葉」（1964年）
- 変身忍者 嵐 第45話「白髪鬼! 恐怖バリヤー攻撃!!」（1973年） - 坂本半太夫
- テレビスター劇場 華麗なる一族（1974年）
- 破れ傘刀舟悪人狩り 第37話「傷だらけの烙印」（1975年）
- 非情のライセンス 第2シリーズ
  - 第38話「男のうたは兇悪」（1975年） - 森田範雄
  - 第67話「兇悪のプライバシー」（1976年） - 校長
  - 第111話「破局」（1976年） - 大沢
- 燃える捜査網 第4話「お前はお前 俺は俺」（1975年）
- ザ・カゲスター 第5話「蛙怪人 ダイヤモンド作戦!」（1976年） - 大山
- スーパー戦隊シリーズ
  - 秘密戦隊ゴレンジャー 第71話「真赤な大決戦!! 地球移動計画」（1976年） - 松井教授
  - ジャッカー電撃隊 第20話「暗黒の使者!! 透明怪物が闇を走る」（1977年） - 団理事長
- 土曜ワイド劇場
  - 図ぶとい奴・危険な賭け（1978年）
  - 帝銀事件 大量殺人・獄中32年の死刑囚（1980年）
- 若さま侍捕物帳 第1話「命ごま参上!!」（1978年） - 商人
- ザ・スペシャル 密約（1978年）
- 走れ!熱血刑事 第17話「怒りの十五年」（1981年）
- 西部警察 PART-II 第32話「狙われたシンデレラ」（1983年）
- 特捜最前線（1983年）
  - 第334話「東京犯罪ガイド!」
  - 第343話「汚職官僚の妻!」

#### 東京12チャンネル
- プレイガール 第80話「女をひと皮むいたとき」（1970年）
- 闘え!ドラゴン 第13話「ドラゴン大脱走」（1974年） - 山崎正
- 大江戸捜査網 第3シリーズ
  - 第136話「涙の操り人形」（1976年）
  - 第161話「殺し屋と少年」（1976年）
  - 第170話「危機一髪 殺しの切札」（1977年）
  - 第216話「浮世絵女の秘めた謎」（1977年）
  - 第251話「錠前破り 男の挽歌」（1978年）
- UFO大戦争 戦え! レッドタイガー 第5話「ランボルGの秘密」（1978年）

### 映画
- ドレミハ大学生（1938年、東宝映画） - 広瀬
- 藤十郎の恋（1938年、東宝映画） - 嵐三十郎
- 忠臣蔵 前篇・後篇（1939年、東宝映画） - 間十次
- 白蘭の歌 前篇・後篇（1939年、東宝映画） - 松村徳雄
- 春よいづこ（1940年、東宝映画） - 水野
- 新妻鏡 前篇・後篇（1940年、東宝映画） - 大木喜一
- さつまいも太平記（1940年、東宝映画）
- 隣組の合唱（1940年、東宝映画）
- まごころ親爺（1940年、東宝映画）
- 緑の大地（1942年、東宝映画） - 朱
- 母の地図（1942年、東宝映画） - 与田隆三
- 母は死なず（1942年、東宝映画） - 修吾
- ハワイ・マレー沖海戦（1942年、東宝映画） - 宮崎二飛曹[3]
- 望楼の決死隊（1943年、東宝映画） - 浅野巡査
- 地下街二十四時間（1947年、東宝） - 引揚者
- 鉄路の薔薇（1948年、マキノ映画製作所） - 吉川
- 日本沈没（1973年、東宝）
- 密約 外務省機密漏洩事件（1988年、オフィス・ヘンミ） - 東京高裁裁判長